# Tichý ostrov
Tichý ostrov nebo jen Ostrov (německy Portz-Insel) je lokalita v okrese Břeclav mezi Mikulovem a Sedlecem. Původně se jednalo o ostrov uprostřed rybníka Porz (zvaný též Leh), jenž byl okolo roku 1855 zrušen a vysušen. Před rokem 1954 byl v severní části bývalého rybníka vytvořen mnohem menší Nový rybník, čímž se z někdejšího ostrova stal poloostrov.  
V jeho centrální části se nachází letohrádek Portz postavený kardinálem Ditrichštejnem v 17. století a poblíž východního břehu zřícenina nejspíš hospodářských budov. Tyto dva objekty jsou vzájemně propojeny podzemními chodbami (dnes částečně zasypanými). Na ostrov byl ve 30. letech 17. století od jihovýchodu přiveden cihlový most. Ten byl pak dlouhá léta ukryt pod nánosy bahna a zarostlý dřevinami a teprve v letech 2019–2020 byl rekonstruován do své původní podoby.
Do roku 1826 přibližně středem původního rybníka, jakož i Tichým ostrovem, procházela zemská hranice Moravy a Dolních Rakous, přičemž dříve dolnorakouská část ostrova tehdy náležela ke katastru obce Drasenhofen, k níž tehdy náležel i zmíněný cihlový most. Letohrádek pro změnu náležel k moravské části ostrova. Poté došlo k posunu zemské hranice na jižní hranici původního rybníka, čímž celý ostrov připadl zemi Moravské. Roku 1872 byl jižně od letohrádku přes bývalý rybník vybudován násep pro železniční trať z Hrušovan nad Jevišovkou do Břeclavi (dnes trať 246), který přetnul původní ostrov s parkem několikametrovým zářezem.
Lokalita byla součástí rozsáhlých krajinářských úprav prováděných kardinálem Ditrichštejnem v okolí Mikulova. Velká část těchto úprav se však do dnešní doby nezachovala.
Část lokality severně od železniční trati je součástí CHKO Pálava. Jižní částí vede naučná stezka Portz Insel a cyklotrasa po někdejší pohraniční vojenské silnici (tzv. „signálce“).

## Galerie

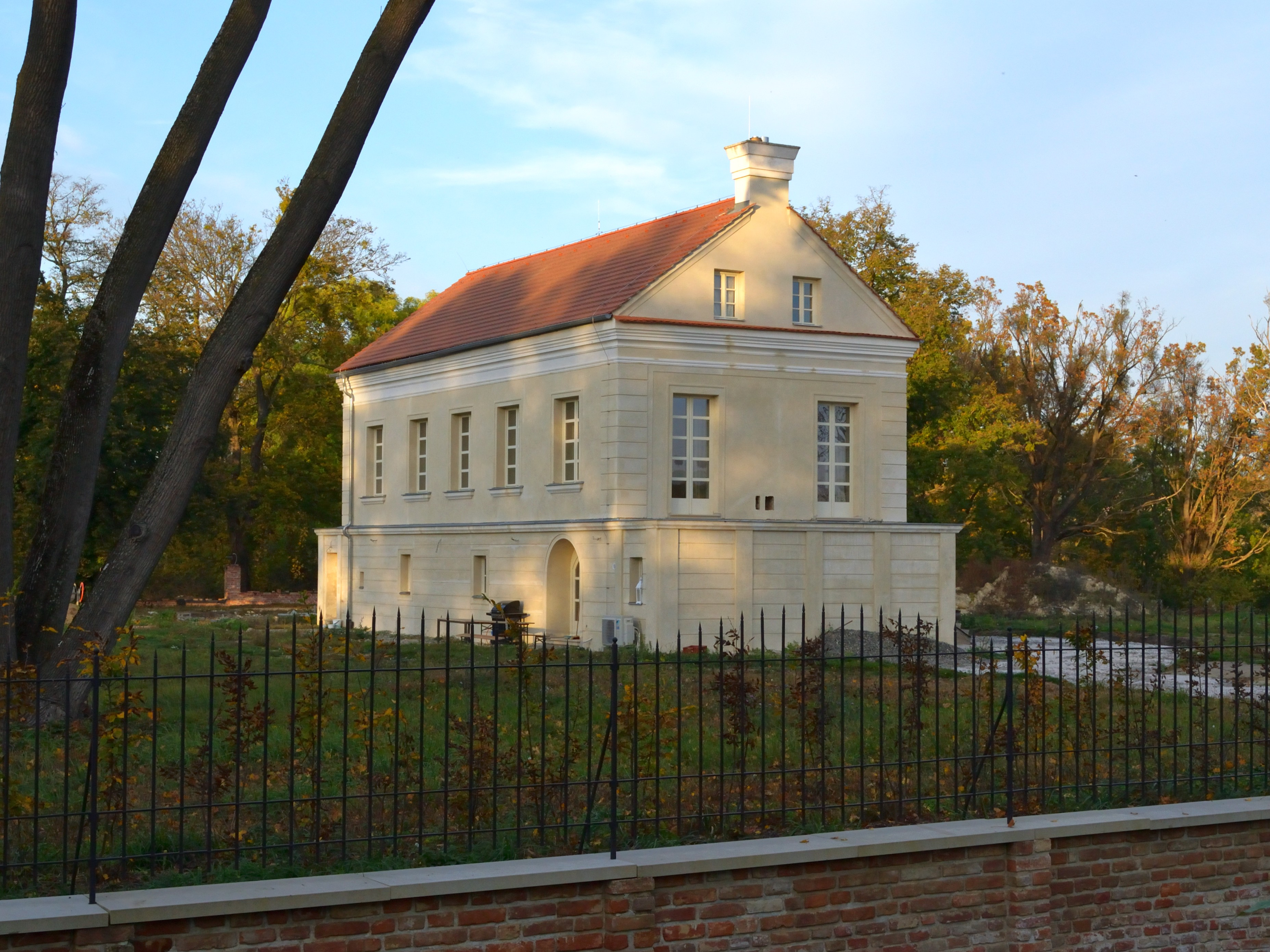
Letohrádek Portz na Tichém ostrově
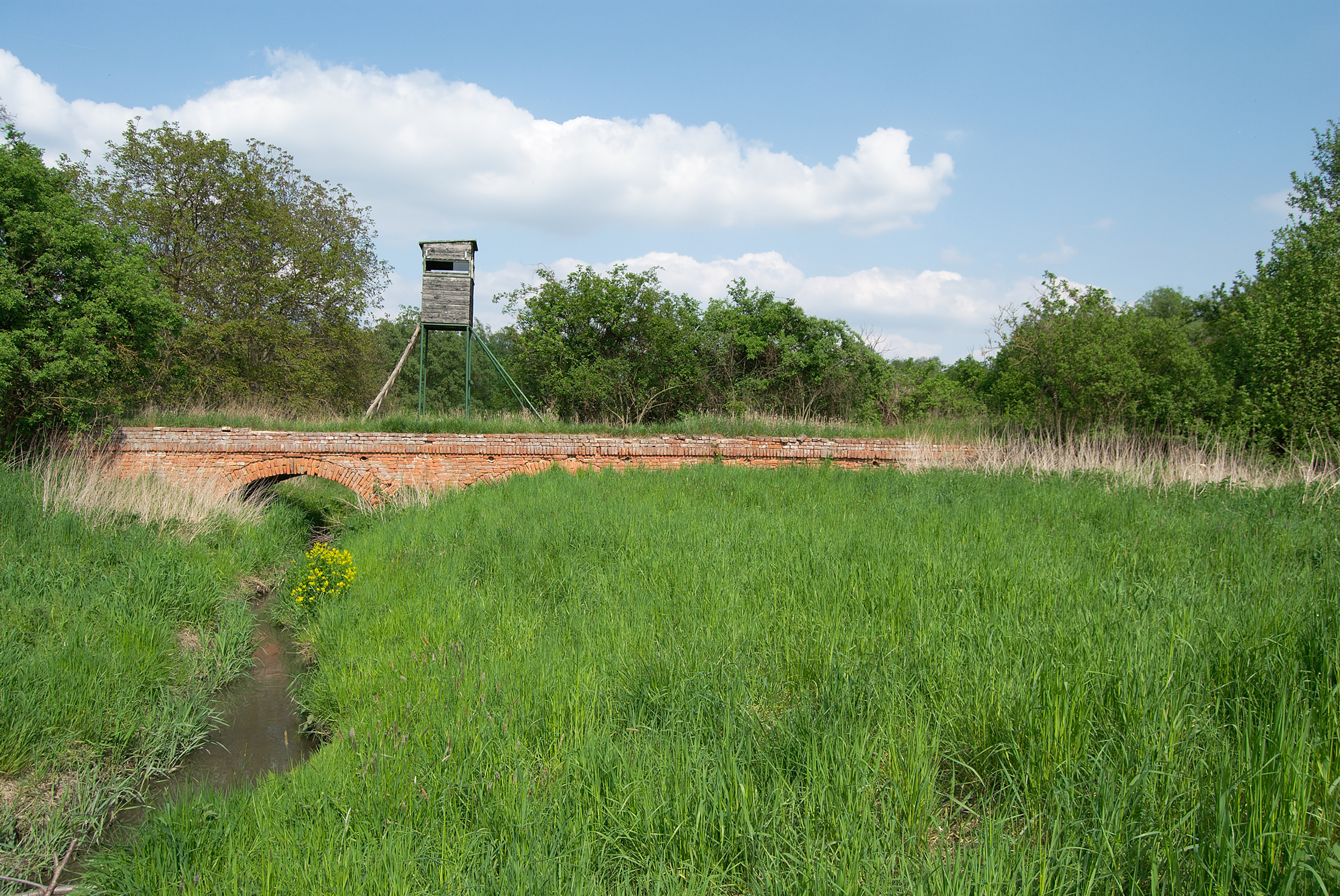
Cihlový most s Rybničním potokem (stav před rekonstrukcí)